# Ángela Tejedor
Ángela Tejedor García (Fuentepelayo, Segovia) es una actriz española y productora teatral, especialmente conocida por Las piedras de Luna (2024).

## Trayectoria
Licenciada en derecho por la Universidad Complutense de Madrid (2005-2010) compaginó los últimos años de estudios de derecho con el inicio de su formación en arte dramático (2008-2011) en la Escuela "La Base" de Madrid. Estudió teatro musical en la Escuela de Teatro Musical de María Beltran y dio los primeros pasos en el teatro en 2011 en Madrid con la compañía Acto Primero, subiéndose por primera vez a un escenario para interpretar Fuenteovejuna en el Teatro Fígaro.
En 2013 da el salto a Argentina donde forma parte del Grupo Grupo Buluñaque con la obra "Mujeres Tras el Mar... Homenaje a Federico" que recrea el universo de Federico García Lorca con lectura de poesías a la vez que encarnan personajes femeninos de la dramaturgia lorquiana interpretando fragmentos de "Mariana Pineda", "La zapatera prodigiosa", "Bodas de sangre", "Yerma", "Doña Rosita la soltera" y "La casa de Bernarda Alba". Creado con la idea de integrar culturalmente España y Argentina, Ángela Tejedor trabaja con la actriz española Isabel García de la Torre bajo la dirección del argentino Leonardo Gavriloff. El nombre Buluñaque surge de la unión de dos palabras que determinaban el nombre de una compañía teatral, según el número de sus integrantes, en el Siglo de Oro Español (Bululú, un integrante; y Ñaque, dos).
Durante su estancia en Argentina que duró dos años, continuó formándose y en 2014 realizó un postgrado de dirección de actores y puesta en escena en el Seminario Jolie Liboi en Córdoba. A su regreso a España realizó un máster de interpretación ante la cámara en la Central de cine (2017-2018) y otros cursos Carmen Rico, Teo García, Pedro Rudolphi y Roberto Álamo.
En 2018 cuando se encontraba embarcada en proyectos estables de teatro le dio "la curiosidad de saber lo que se sentía delante de las cámaras" y descubrió "otra manera de interpretar en la que se te mueven nuevos miedos" explica la actriz.
Tras participar como actriz en los primeros cortometrajes, da un paso más de la mano de Amparo Climent participando en el largometraje Las cartas perdidas (2021). En la película distintas mujeres que fueron exiliadas o encarceladas durante la Guerra Civil Española cuentan su experiencia a través de cartas. La película obtuvo el Biznaga De Plata Premio Especial del Jurado Afirmando Los Derechos de las Mujeres en 2022.
En 2024 se estrena en el Festival Internacional de Cine de Gijón Las piedras de Luna de Patricia de Luna, un trabajo protagonizado junto a Carla Nieto, en el Ángela que interpreta el papel de la niñera de Luna. Cuenta la historia de Luna, una niña de seis años con una gran imaginación, capaz de crear todo un mundo de fantasía en el que se sumerge cada vez que su madre se aleja de ella para cumplir con su trabajo de auxiliar de vuelo. De cada país al que viaja, la madre de Luna le trae una piedra y le cuenta una historia.

### La Santa Compañía
Ángela Tejedor continúa reivindicando la importancia del teatro y ha creado con un grupo de actores (Antonio Delgado, Javier Galindo y Juan Carlos Gandía como director) la compañía teatral "La Santa Compañía" con la que salir a hacer gira con espectáculos nuevos", basados, sobre todo, en el género de la comedia. Entre sus producciones: Trío de dos. una obra en la que La Santa Compañía sorprende con una creación donde el amor, la falta de comunicación y la presión social se entremezclan para presentar unos personajes movidos por la incertidumbre y la incapacidad de dar rienda suelta a sus deseos y motivaciones.

## Teatro
- 2011 "Fuenteovejuna, la historia". Compañía Acto 1º Madrid
- 2012-2014 "Diana, cazadora de cabezas". Dir L. Mijares y Marxela Etchichury. (España-Argentina)
- 2013 "Mujeres tras el mar, homenaje a García Lorca". Dir L. Gavriloff. Cía Buluñaque (Buenos Aires, Argentina)
- 2014 "Las 5 mujeres de Sade" (Teatro musical) "Irreverentas según Freud", "A la de tres". Dir. Lisandro Ferrer. Delirios de Pepa Producciones (Córdoba, Argentina)
- 2015 "Dos palomitas blancas sentadas alrededor de una mesa". Dir. José Pedro Carrión. Vivero
- 2016-2017 "Muda". dir Manu Medina. Compañía de Teatro Brut
- 2014-2019 "El viaje de Tino". Yemboyeré. Argentina/España
- 2015-2021 Masterclass, Cretinos, Poliamor, Casting para mayores de 18 años, Santísima trinidad. Dir. Doriam Sojo. Dsojoproduce
- 2022 "Lo del 75", "Santas". Dir Irene Miranda, Trío de dos Dir Juan Carlos Gandía (La Santa Compañía)
- 2022 "Desafía al Algoritmo". Gala Festival Cine de Madrid Dir. Chules Piñango.

## Filmografía
- La que se avecina (2020). actriz de reparto TV
- Madrid (2020). (cortometraje) Laura de Alberto Alonso
- Encerrado (2021) (cortometraje) Silvia, de Oscar Vaquero
- Las cartas perdidas (2021) de Amparo Climent[4]
- Lascivia (2022) (cortometraje) Irene, de Gabriel Cárdenas
- El vínculo (2022) (cortometraje de terror) Clara, de Cristian Duque
- Our wild side (2022) cortometraje) Laura, de Carolina Ribeiro
- Mañana es hoy (2022)
- Corazón mío (2022) de Óscar Sánchez Vaquero[9]
- Vermú (2023) de Néstor López
- Un nuevo amanecer (Serie) de José Corbacho
- Las piedras de Luna (2024) Nerea, de Patricia de Luna